# Барли-хилл

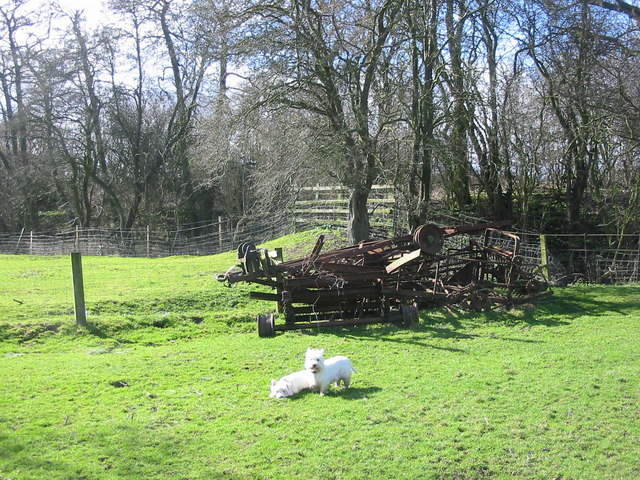
Ферма рядом с Барли-хилл

Барли-хилл (англ. Burley Hill) — небольшая деревня в графстве Дербишир, Великобритания. Расположена в миле на север от Аллестри, северного пригорода Дерби. В деревне в XIII—XIV веках располагалась гончарная, некоторые археологические находки продукции которой сейчас выставлены в Музее и художественной галерее Дерби.